# Wright Model K
Il Wright Model K fu un idrovolante a scarponi biplano, biposto e monomotore che la Wright Company progettò e fece volare nel 1915. Era caratterizzato da un'architettura complessiva nettamente più moderna di quella dei suoi predecessori Wright; un esemplare venne impiegato con limitato successo dalla U.S. Navy.

## Storia del progetto
Il Model K fu il primo velivolo che l'azienda di costruzioni aeronautiche Wright Company produsse dopo che, nello stesso 1915, Orville Wright l'ebbe lasciata per ritirarsi a vita privata. Anche per questo motivo, si differenziava notevolmente nella sua configurazione generale da tutti i precedenti velivoli Wright.

## Tecnica
L'unico tratto caratteristico della famiglia di aeroplani Wright che il Model K ancora conservava era il gruppo motopropulsore formato da un motore singolo che azionava una coppia di eliche controrotanti; si trattava però del primo velivolo Wright in cui le eliche erano in configurazione traente anziché spingente. Il Model K si differenziava dai suoi predecessori anche per l'architettura complessiva che – caratterizzata dalla fusoliera chiusa a sezione rettangolare, dagli impennaggi posteriori e dall'abitacolo biposto "in tandem" – era piuttosto simile a quella dei più moderni aerei che in quel periodo iniziavano a combattere sui fronti europei della prima guerra mondiale. Il motore era lo stesso Wright 6-60 a 6 cilindri in linea che aveva caratterizzato i suoi immediati predecessori; era collocato in testa all'aereo e azionava le eliche per mezzo di un albero motore e di una trasmissione a catena di bicicletta. Le eliche erano posizionate piuttosto in alto, per evitare che entrassero in contatto con l'acqua. Gli impennaggi erano di tipo completamente tradizionale; per la prima volta su un aeroplano Wright, il controllo del rollio era affidato a due coppie di alettoni in luogo del vecchio sistema di svergolamento alare.

## Impiego operativo
La U.S. Navy, la marina militare degli Stati Uniti, acquistò un esemplare di Wright Model K attribuendogli la matricola AH-23 (poi cambiata in A51). Comunque, nonostante le sue buone caratteristiche complessive (in particolare in termini di capacità di carico) il suo impiego non fu di particolare successo.

## Utilizzatori
Stati Uniti
- U.S. Navy: esemplare matricola AH-23 (poi A51)[1]